# Мошовський потік
Мошовський потік (словац. Mošovský potok) — річка; ліва притока Чєрної Води, протікає в окрузі Турчянські Теплиці.
Довжина приблизно 6,0—6,5 км. Витік знаходиться в масиві Велика Фатра (геоморфологічна підодиниця Мошовська височина; схил гори Малінія) — на висоті приблизно 550 метрів.
Протікає територією сіл Мошовці і Борцова. Впадає в Чєрну Воду на висоті приблизно 450—455 метрів.